# 高輪神社
高輪神社（たかなわじんじゃ）は、東京都港区高輪二丁目に鎮座する神社である。

## 祭神
主祭神は宇迦御魂神（稲荷大神）、相殿に誉田別命（応神天皇）、猿田彦神を祀る。

## 由緒
明応年間（1492年 - 1501年）に稲荷神社として創建された。弘化2年1月24日（1845年3月2日）の大火で類焼し石門、石大鳥居等を残し全て焼失した。昭和4年（1929年）社名を稲荷神社より高輪神社に改称した。現在の社殿は昭和55年（1980年）に造営されたものである。

## 例祭
例祭は9月10日であり、行事として1月22日に鎮火祭が行われる。

## 氏子地域
- 港区高輪一～三丁目